# Selgas
Selgas es una parroquia del concejo asturiano de Pravia, en España. Alberga una población de 68 habitantes (INE 2011) en 73 viviendas y ocupa una extensión de 4,22 km².
Está situada en la zona central del concejo, a 4,5 km de la capital, Pravia. Limita al norte con la parroquia de Escoredo; al noreste con la de Santianes; al este con la de Pravia; al sur con la de Arango; y al oeste con la de Inclán.

## Poblaciones
Según el nomenclátor de 2009 la parroquia está formada por las poblaciones de:
- Caliero (Calieiru en asturiano) (casería): 16 habitantes.
- Selgas de Abajo (Selgas d'Abaxu) (aldea): 26 habitantes.
- Selgas de Arriba (Selgas d'Arriba) (lugar): 26 habitantes.